# Павароло
Паваро̀ло (на италиански: Pavarolo; на пиемонтски: Pavareul, Павареул) е село и община в Метрополен град Торино, регион Пиемонт, Северна Италия. Разположено е на 363 m надморска височина. Към 1 януари 2020 г. населението на общината е 1127 души, от които 72 са чужди граждани.